# NGC 1720
NGC 1720 (другие обозначения — MCG −1-13-41, IRAS04569-0756, PGC 16485) — спиральная галактика в созвездии Эридана. Открыта Генрихом Луи Д’Арре в 1861 году. Описание Дрейера: «довольно тусклый, довольно крупный объект, немного более яркий в середине, поблизости расположена NGC 1726». Индекс Серсика для балджа этой галактики равен 1,8; светимость звёзд балджа составляет около 1/5 полной светимости галактики. Светимость галактики в инфракрасном диапазоне составляет 7,9⋅1010 M⊙.